# Major League Soccer 2017
Major League Soccer 2017 a fost cel de-al 22-lea sezon al ligii profesioniste nord-americane de fotbal ce a inclus 22 de cluburi în total (19 cu sediul în Statele Unite ale Americii, 3 cu sediul în Canada). Sezonul regulat a început la 3 martie și s-a încheiat în 23 octombrie. Play-off-ul a început pe 25 octombrie și s-a încheiat pe 9 decembrie.
Două noi cluburi s-au alăturat ligii: Atlanta United FC și Minnesota United FC.
Campioana en-titre, deținătoarea Cupei MLS era echipa Seattle Sounders FC, în timp ce FC Dallas era deținătoarea MLS Supporters' Shield. Toronto FC a devenit campioană pentru prima dată, câștigănd Cupei MLS, aceeași echipă câștigând și MLS Supporters' Shield.

### Stadioane și orașe
| AtlantaFireRapidsCrew SCD.C. UnitedFC DallasDynamoGalaxyMinnesotaImpactRevolutionNYCFCRed BullsOrlando CityUnionTimbersReal Salt LakeEarthquakesSounders FCSporting KCToronto FCWhitecaps FC Localizarea echipelor pentru sezonul 2016 al MLS · Conferința de Est; Conferința de Vest | AtlantaFireRapidsCrew SCD.C. UnitedFC DallasDynamoGalaxyMinnesotaImpactRevolutionNYCFCRed BullsOrlando CityUnionTimbersReal Salt LakeEarthquakesSounders FCSporting KCToronto FCWhitecaps FC Localizarea echipelor pentru sezonul 2016 al MLS · Conferința de Est; Conferința de Vest |
| --- | --- |

| Chicago Fire          | Colorado Rapids            | Columbus Crew              | D.C. United            | FC Dallas              |
| --------------------- | -------------------------- | -------------------------- | ---------------------- | ---------------------- |
| Toyota Park           | Dick's Sporting Goods Park | Mapfre Stadium             | RFK Memorial Stadium   | Toyota Stadium         |
| Capacitate: 20.000    | Capacitate: 18.000         | Capacitate: 20.145         | Capacitate: 20.000     | Capacitate: 20.500     |
|                       |                            |                            |                        |                        |
| Houston Dynamo        | LA Galaxy                  | Montreal Impact            | New England Revolution | New York City FC       |
| BBVA Compass Stadium  | StubHub Center             | Saputo Stadium             | Gillette Stadium       | Yankee Stadium         |
| Capacitate: 22.000    | Capacitate: 27.000         | Capacitate: 20.801         | Capacitate: 22.385     | Capacitate: 33.444     |
|                       |                            |                            |                        |                        |
| New York Red Bulls    | Orlando City SC            | Philadelphia Union         | Portland Timbers       | Real Salt Lake         |
| Red Bull Arena        | Orlando City Stadium       | Talen Energy Stadium       | Providence Park        | Rio Tinto Stadium      |
| Capacitate: 25.000    | Capacitate: 23.000         | Capacitate: 18.500         | Capacitate: 22.000     | Capacitate: 20.000     |
|                       |                            |                            |                        |                        |
| San Jose Earthquakes  | Seattle Sounders FC        | Sporting Kansas City       | Toronto FC             | Vancouver Whitecaps FC |
| Avaya Stadium         | CenturyLink Field          | Children's Mercy Park      | BMO Field              | BC Place               |
| Capacitate: 18.000    | Capacitate: 39.115         | Capacitate: 18.500         | Capacitate: 30.991     | Capacitate: 21.000     |
|                       |                            |                            |                        |                        |
| Atlanta United FC     | Minnesota United FC        | Los Angeles FC             |                        |                        |
| Mercedes-Benz Stadium | TCF Bank Stadium           | Banc of California Stadium |                        |                        |
| Capacitate: 40.000    | Capacitate: 50.805         | Capacitate: 22.000         |                        |                        |
|                       |                            | 150px                      |                        |                        |

## Clasamente

### Conferința de Est
| Loc | Echipă                 | MJ | V  | E  | Î  | GM | GP | G   | P  | Calificare               |
| --- | ---------------------- | -- | -- | -- | -- | -- | -- | --- | -- | ------------------------ |
| 1   | Toronto FC             | 34 | 20 | 9  | 5  | 75 | 37 | +37 | 69 | Semifinale pe Conferință |
| 2   | New York City FC       | 34 | 16 | 9  | 9  | 56 | 43 | +13 | 57 | Semifinale pe Conferință |
| 3   | Chicago Fire           | 34 | 16 | 7  | 11 | 61 | 47 | +24 | 55 | Runda eliminatorie       |
| 4   | Atlanta United FC      | 34 | 15 | 10 | 9  | 70 | 40 | +30 | 55 | Runda eliminatorie       |
| 5   | Columbus Crew          | 34 | 16 | 6  | 12 | 53 | 49 | +4  | 54 | Runda eliminatorie       |
| 6   | New York Red Bulls     | 34 | 14 | 8  | 12 | 53 | 47 | +6  | 50 | Runda eliminatorie       |
| 7   | New England Revolution | 34 | 13 | 6  | 15 | 53 | 61 | -8  | 45 |                          |
| 8   | Philadelphia Union     | 34 | 11 | 9  | 14 | 50 | 47 | +3  | 42 |                          |
| 9   | Montreal Impact        | 34 | 11 | 6  | 17 | 52 | 58 | -6  | 39 |                          |
| 10  | Orlando City SC        | 34 | 10 | 9  | 15 | 39 | 58 | -19 | 39 |                          |
| 11  | D.C. United            | 34 | 9  | 5  | 20 | 31 | 60 | -29 | 32 |                          |

### Conferința de Vest
| Loc | Echipă                 | MJ | V  | E  | Î  | GM | GP | G   | P  | Calificare               |
| --- | ---------------------- | -- | -- | -- | -- | -- | -- | --- | -- | ------------------------ |
| 1   | Portland Timbers       | 34 | 15 | 8  | 11 | 60 | 50 | +10 | 53 | Semifinale pe Conferință |
| 2   | Seattle Sounders FC    | 34 | 14 | 11 | 9  | 52 | 39 | +13 | 53 | Semifinale pe Conferință |
| 3   | Vancouver Whitecaps FC | 34 | 15 | 7  | 12 | 50 | 49 | +1  | 52 | Runda eliminatorie       |
| 4   | Houston Dynamo         | 34 | 13 | 11 | 10 | 57 | 45 | +12 | 50 | Runda eliminatorie       |
| 5   | Sporting Kansas City   | 34 | 12 | 13 | 9  | 40 | 29 | +11 | 49 | Runda eliminatorie       |
| 6   | San Jose Earthquakes   | 34 | 13 | 7  | 14 | 39 | 60 | -21 | 46 | Runda eliminatorie       |
| 7   | FC Dallas              | 34 | 11 | 13 | 10 | 48 | 48 | 0   | 46 |                          |
| 8   | Real Salt Lake         | 34 | 13 | 6  | 15 | 49 | 55 | -6  | 45 |                          |
| 9   | Minnesota United FC    | 34 | 10 | 6  | 18 | 47 | 70 | -23 | 36 |                          |
| 10  | Colorado Rapids        | 34 | 9  | 6  | 19 | 31 | 51 | -20 | 33 |                          |
| 11  | LA Galaxy              | 34 | 8  | 8  | 18 | 45 | 67 | -22 | 32 |                          |

## Rezultate

### Meciuri inter-conferințe
| Rezultate              | ATL | CHI | COL | CLB | DCU | DAL | HOU | LA  | MIN | MTL | NER | NYFC | NYRB | ORL | PHI | POR | RSL | SJ  | SEA | SKC | TOR | VAN |
| ---------------------- | --- | --- | --- | --- | --- | --- | --- | --- | --- | --- | --- | ---- | ---- | --- | --- | --- | --- | --- | --- | --- | --- | --- |
| Atlanta United FC      |     |     | 1-0 |     |     | 3-0 | 4-1 | 4-0 | 2-3 |     |     |      |      |     |     |     |     | 4-2 |     |     |     |     |
| Chicago Fire           |     |     | 3-0 |     |     | 2-1 |     |     | 1-2 |     |     |      |      |     |     |     | 2-0 |     | 4-1 |     |     | 4-0 |
| Colorado Rapids        |     |     |     | 2-1 | 0-1 |     |     |     |     | 2-1 | 1-0 | 1-1  |      |     |     |     |     |     |     |     |     |     |
| Columbus Crew          |     |     |     |     |     | 2-1 |     | 2-0 |     |     |     |      |      |     |     | 3-2 |     |     | 3-0 | 1-1 |     |     |
| D.C. United            |     |     |     |     |     |     | 1-3 | 0-0 |     |     |     |      |      |     |     |     | 0-1 | 4-0 |     | 0-0 |     |     |
| FC Dallas              |     |     |     |     | 4-2 |     |     |     |     |     | 2-1 | 1-1  | 2-2  |     |     |     |     |     |     |     | 3-1 |     |
| Houston Dynamo         |     | 3-0 |     | 3-1 |     |     |     |     |     | 3-1 |     |      | 4-1  | 4-0 |     |     |     |     |     |     |     |     |
| LA Galaxy              |     | 2-2 |     |     |     |     |     |     |     | 2-0 |     | 0-2  |      |     | 0-0 |     |     |     |     |     | 0-4 |     |
| Minnesota United FC    | 1-6 |     |     | 0-1 | 4-0 |     |     |     |     |     |     |      | 0-3  | 1-0 | 1-1 |     |     |     |     |     |     |     |
| Montreal Impact        |     |     |     |     |     | 1-2 |     |     | 2-3 |     |     |      |      |     |     | 4-1 | 3-1 |     | 2-2 |     |     | 1-2 |
| New England Revolution |     |     |     |     |     |     | 2-0 | 4-3 | 5-2 |     |     |      |      |     |     |     | 4-0 | 0-0 |     |     |     | 1-0 |
| New York City FC       |     |     |     |     |     |     | 1-1 |     | 3-1 |     |     |      |      |     |     | 0-1 |     | 2-1 | 2-1 | 1-0 |     |     |
| New York Red Bulls     |     |     | 1-0 |     |     |     |     | 1-3 |     |     |     |      |      |     |     |     | 0-0 | 5-1 |     |     |     | 3-0 |
| Orlando City SC        |     |     | 2-0 |     |     | 0-0 |     | 2-1 |     |     |     |      |      |     |     |     |     |     |     | 2-2 |     | 1-2 |
| Philadelphia Union     |     |     | 2-1 |     |     | 3-1 | 2-0 |     |     |     |     |      |      |     |     | 1-3 |     |     | 2-0 |     |     |     |
| Portland Timbers       | 1-1 | 2-2 |     |     | 4-0 |     |     |     |     |     | 1-1 |      | 2-0  | 3-0 |     |     |     |     |     |     |     |     |
| Real Salt Lake         | 1-3 |     |     | 2-2 |     |     |     |     |     |     |     | 2-1  |      | 0-1 | 1-0 |     |     |     |     |     | 0-0 |     |
| San Jose Earthquakes   |     | 1-4 |     | 2-1 |     |     |     |     |     | 1-0 |     |      |      | 1-1 | 2-2 |     |     |     |     |     |     |     |
| Seattle Sounders FC    | 0-0 |     |     |     | 4-3 |     |     |     |     |     | 3-3 |      | 3-1  | 1-1 |     |     |     |     |     |     | 0-1 |     |
| Sporting Kansas City   | 1-1 | 3-2 |     |     |     |     |     |     |     | 1-1 | 3-1 |      | 2-0  |     | 1-1 |     |     |     |     |     |     |     |
| Toronto FC             |     |     | 1-1 |     |     |     | 2-0 |     | 3-2 |     |     |      |      |     |     | 4-1 |     | 4-0 |     | 0-0 |     |     |
| Vancouver Whitecaps FC | 3-1 |     |     | 2-2 | 0-1 |     |     |     |     |     |     | 3-2  |      |     | 0-0 |     |     |     |     |     | 0-2 |     |

### Meciuri intra-conferințe

#### Conferința de Est
| Rezultate              | ATL | CHI | CLB | DCU | MTL | NER | NYFC | NYRB | ORL | PHI | TOR | ATL | CHI | CLB | DCU | MTL | NER | NYFC | NYRB | ORL | PHI | TOR |
| ---------------------- | --- | --- | --- | --- | --- | --- | ---- | ---- | --- | --- | --- | --- | --- | --- | --- | --- | --- | ---- | ---- | --- | --- | --- |
| Atlanta United FC      |     | 4-0 | 3-1 | 1-3 | 2-0 | 7-0 | 3-1  | 1-2  | 1-1 | 3-0 | 2-2 |     | -   | -   | -   | -   | -   | -    | 3-3  | -   | -   | -   |
| Chicago Fire           | 2-0 |     | 1-0 | 3-0 | 2-2 | 3-0 | 1-1  | 1-1  | 4-0 | 3-2 | 1-3 | -   |     | -   | -   | -   | 4-1 | -    | -    | -   | -   | -   |
| Columbus Crew          | 0-2 | 1-1 |     | 2-0 | 4-1 | 2-0 | 2-3  | 3-2  | 2-0 | 1-0 | 2-1 | -   | 3-1 |     | -   | -   | -   | -    | -    | -   | -   | 1-2 |
| D.C. United            | 2-1 | 0-1 | 0-2 |     | 0-1 | 1-0 | 2-1  | 1-2  | 1-2 | 2-1 | 1-1 | 1-0 | -   | -   |     | -   | -   | -    | -    | -   | 0-4 | -   |
| Montreal Impact        | 2-1 | 3-0 | 2-3 | 2-0 |     | 2-3 | 0-1  | 1-0  | 2-1 | 2-1 | 1-3 | -   | 0-1 | -   | -   |     | -   | -    | -    | -   | -   | -   |
| New England Revolution | 0-0 | 1-2 | 2-1 | 2-2 | 1-0 |     | 2-1  | 2-3  | 4-0 | 3-0 | 3-0 | -   | -   | -   | -   | -   |     | -    | -    | -   | -   | 2-1 |
| New York City FC       | 3-1 | 2-1 | 2-2 | 4-0 | 1-1 | 2-2 |      | 3-2  | 1-2 | 2-1 | 2-2 | -   | -   | -   | -   | -   | 2-1 |      | -    | -   | -   | -   |
| New York Red Bulls     | 0-0 | 2-1 | 2-0 | 2-0 | 4-0 | 2-1 | 0-2  |      | 3-1 | 0-0 | 1-1 | -   | -   | -   | 3-3 | -   | -   | 1-1  |      | -   | -   | -   |
| Orlando City SC        | 0-1 | 0-0 | 1-1 | 2-0 | 3-3 | 6-1 | 1-0  | 1-0  |     | 2-1 | 1-3 | -   | -   | 0-1 | -   | -   | -   | 0-3  | -    |     | -   | -   |
| Philadelphia Union     | 2-2 | 3-1 | 3-0 | 1-0 | 3-3 | 3-0 | 0-2  | 3-0  | 6-1 |     | 2-2 | -   | -   | -   | -   | 0-3 | -   | -    | -    | 0-2 |     | -   |
| Toronto FC             | 2-2 | 3-1 | 5-0 | 2-0 | 3-5 | 2-0 | 4-0  | 4-2  | 2-1 | 3-0 |     | -   | -   | -   | -   | 1-0 | -   | -    | -    | -   | -   |     |

#### Conferința de Vest
| Rezultate              | COL | DAL | HOU | LA  | MIN | POR | RSL | SJ  | SEA | SKC | VAN | COL | DAL | HOU | LA  | MIN | POR | RSL | SJ  | SEA | SKC | VAN |
| ---------------------- | --- | --- | --- | --- | --- | --- | --- | --- | --- | --- | --- | --- | --- | --- | --- | --- | --- | --- | --- | --- | --- | --- |
| Colorado Rapids        |     | 1-1 | 3-1 | 1-3 | 2-2 | 2-1 | 1-2 | 3-0 | 1-3 | 1-0 | 0-1 |     | -   | -   | -   | -   | -   | 1-0 | -   | -   | -   | 2-2 |
| FC Dallas              | 0-0 |     | 0-0 | 5-1 | 2-0 | 2-2 | 6-2 | 0-1 | 0-0 | 1-0 | 0-4 | 2-0 |     | 3-3 | -   | -   | -   | -   | -   | -   | -   | -   |
| Houston Dynamo         | 0-1 | 1-1 |     | 3-3 | 2-2 | 2-2 | 5-1 | 2-0 | 2-1 | 2-1 | 2-1 | -   | -   |     | -   | 2-1 | -   | -   | 3-0 | -   | -   | -   |
| LA Galaxy              | 3-0 | 1-2 | 2-2 |     | 3-0 | 0-1 | 2-6 | 0-3 | 0-3 | 1-2 | 0-1 | -   | -   | -   |     | -   | -   | 1-1 | -   | 0-0 | -   | -   |
| Minnesota United FC    | 1-0 | 4-1 | 0-0 | 1-2 |     | 3-2 | 4-2 | 0-1 | 0-4 | 2-0 | 2-2 | -   | -   | -   | -   |     | -   | -   | -   | -   | 1-1 | -   |
| Portland Timbers       | 2-1 | 2-0 | 4-2 | 3-1 | 5-1 |     | 1-4 | 2-0 | 2-2 | 0-1 | 2-1 | -   | -   | -   | -   | -   |     | -   | -   | -   | -   | 2-1 |
| Real Salt Lake         | 4-1 | 0-3 | 0-0 | 1-2 | 1-0 | 2-1 |     | 4-0 | 2-0 | 1-1 | 3-0 | -   | -   | -   | -   | -   | -   |     | -   | -   | 2-1 | -   |
| San Jose Earthquakes   | 1-0 | 1-1 | 1-0 | 2-4 | 3-2 | 3-0 | 2-1 |     | 1-1 | 0-0 | 3-2 | -   | -   | -   | 2-1 | -   | 2-1 | -   |     | -   | -   | -   |
| Seattle Sounders FC    | 3-0 | 4-0 | 1-0 | 1-1 | 2-1 | 1-0 | 1-0 | 3-0 |     | 1-0 | 3-0 | -   | -   | -   | -   | -   | 1-1 | -   | -   |     | -   | -   |
| Sporting Kansas City   | 3-1 | 0-0 | 0-0 | 2-1 | 3-0 | 1-1 | 3-0 | 2-1 | 3-0 |     | 0-1 | -   | 2-0 | -   | -   | -   | -   | -   | -   | -   |     | -   |
| Vancouver Whitecaps FC | 2-1 | 1-1 | 2-1 | 4-2 | 3-0 | 1-2 | 3-2 | 1-1 | 2-1 | 2-0 |     | -   | -   | -   | -   | -   | -   | -   | -   | 1-1 | -   |     |

## Play-off MLS Cup
|  |                                     |                                 |                                 |    |                        |                            |                            |                            |                            |                            |   |   |                        |                        |                        |                        |                        |  |  |          |          |          |
|  | Runda eliminatorie                  | Runda eliminatorie              | Runda eliminatorie              |    |                        | Semifinalele pe Conferințe | Semifinalele pe Conferințe | Semifinalele pe Conferințe | Semifinalele pe Conferințe | Semifinalele pe Conferințe |   |   | Finalele pe Conferințe | Finalele pe Conferințe | Finalele pe Conferințe | Finalele pe Conferințe | Finalele pe Conferințe |  |  | Cupa MLS | Cupa MLS | Cupa MLS |
|  | 25 octombrie – Bridgeview, Illinois |                                 |                                 |    |                        |                            |                            |                            |                            |                            |   |   |                        |                        |                        |                        |                        |  |  |          |          |          |
|  |                                     |                                 |                                 |    |                        |                            |                            |                            |                            |                            |   |   |                        |                        |                        |                        |                        |  |  |          |          |          |
|  |                                     |                                 |                                 |    |                        |                            |                            |                            |                            |                            |   |   |                        |                        |                        |                        |                        |  |  |          |          |          |
|  |                                     |                                 |                                 |    |                        |                            |                            |                            |                            |                            |   |   |                        |                        |                        |                        |                        |  |  |          |          |          |
|  | E3                                  | Chicago Fire                    | 0                               |    |                        |                            |                            |                            |                            |                            |   |   |                        |                        |                        |                        |                        |  |  |          |          |          |
|  | E3                                  | Chicago Fire                    | 0                               | E6 | New York Red Bulls     | 1                          | 0                          | 2                          |                            |                            |   |   |                        |                        |                        |                        |                        |  |  |          |          |          |
|  | E6                                  | New York Red Bulls              | 4                               | E6 | New York Red Bulls     | 1                          | 0                          | 2                          |                            |                            |   |   |                        |                        |                        |                        |                        |  |  |          |          |          |
|  | E6                                  | New York Red Bulls              | 4                               | E1 | Toronto FC             | 2                          | 1                          | 2                          |                            |                            |   |   |                        |                        |                        |                        |                        |  |  |          |          |          |
|  |                                     |                                 |                                 | E1 | Toronto FC             | 2                          | 1                          | 2                          |                            |                            |   |   |                        |                        |                        |                        |                        |  |  |          |          |          |
|  | Conferința de Est                   |                                 |                                 |    |                        |                            |                            |                            |                            |                            |   |   |                        |                        |                        |                        |                        |  |  |          |          |          |
|  | 26 octombrie – Atlanta, Georgia     | 26 octombrie – Atlanta, Georgia | 26 octombrie – Atlanta, Georgia | E1 | Toronto FC             | 0                          | 1                          | 1                          |                            |                            |   |   |                        |                        |                        |                        |                        |  |  |          |          |          |
|  | 26 octombrie – Atlanta, Georgia     | 26 octombrie – Atlanta, Georgia | 26 octombrie – Atlanta, Georgia | E1 | Toronto FC             | 0                          | 1                          | 1                          |                            |                            |   |   |                        |                        |                        |                        |                        |  |  |          |          |          |
|  | 26 octombrie – Atlanta, Georgia     | 26 octombrie – Atlanta, Georgia | 26 octombrie – Atlanta, Georgia |    | E5                     | Columbus Crew SC           | 0                          | 0                          | 0                          |                            |   |   |                        |                        |                        |                        |                        |  |  |          |          |          |
|  | 26 octombrie – Atlanta, Georgia     | 26 octombrie – Atlanta, Georgia | 26 octombrie – Atlanta, Georgia |    | E5                     | Columbus Crew SC           | 0                          | 0                          | 0                          |                            |   |   |                        |                        |                        |                        |                        |  |  |          |          |          |
|  | E4                                  | Atlanta United FC               | 0 (1)                           |    |                        |                            |                            |                            |                            |                            |   |   |                        |                        |                        |                        |                        |  |  |          |          |          |
|  | E4                                  | Atlanta United FC               | 0 (1)                           | E5 | Columbus Crew SC       | 4                          | 0                          | 3                          |                            |                            |   |   |                        |                        |                        |                        |                        |  |  |          |          |          |
|  | E5                                  | Columbus Crew SC (11m)          | 0 (3)                           | E5 | Columbus Crew SC       | 4                          | 0                          | 3                          |                            |                            | – | – | –                      |                        |                        |                        |                        |  |  |          |          |          |
|  | E5                                  | Columbus Crew SC (11m)          | 0 (3)                           | E2 | New York City FC       | 1                          | 2                          | 3                          |                            |                            | – | – | –                      |                        |                        |                        |                        |  |  |          |          |          |
|  |                                     |                                 |                                 | E2 | New York City FC       | 1                          | 2                          | 3                          |                            |                            |   |   |                        |                        |                        |                        |                        |  |  |          |          |          |
|  |                                     |                                 |                                 |    |                        |                            |                            |                            |                            |                            |   |   |                        |                        |                        |                        |                        |  |  |          |          |          |
|  | 25 octombrie – Vancouver            | 25 octombrie – Vancouver        | 25 octombrie – Vancouver        | E1 | Toronto FC             | 2                          |                            |                            |                            |                            |   |   |                        |                        |                        |                        |                        |  |  |          |          |          |
|  | 25 octombrie – Vancouver            | 25 octombrie – Vancouver        | 25 octombrie – Vancouver        | E1 | Toronto FC             | 2                          |                            |                            |                            |                            |   |   |                        |                        |                        |                        |                        |  |  |          |          |          |
|  | 25 octombrie – Vancouver            | 25 octombrie – Vancouver        | 25 octombrie – Vancouver        |    | V2                     | Seattle Sounders FC        | 0                          |                            |                            |                            |   |   |                        |                        |                        |                        |                        |  |  |          |          |          |
|  | 25 octombrie – Vancouver            | 25 octombrie – Vancouver        | 25 octombrie – Vancouver        |    | V2                     | Seattle Sounders FC        | 0                          |                            |                            |                            |   |   |                        |                        |                        |                        |                        |  |  |          |          |          |
|  | V3                                  | Vancouver Whitecaps FC          | 5                               |    |                        |                            |                            |                            |                            |                            |   |   |                        |                        |                        |                        |                        |  |  |          |          |          |
|  | V3                                  | Vancouver Whitecaps FC          | 5                               | V3 | Vancouver Whitecaps FC | 0                          | 0                          | 0                          |                            |                            |   |   |                        |                        |                        |                        |                        |  |  |          |          |          |
|  | V6                                  | San Jose Earthquakes            | 0                               | V3 | Vancouver Whitecaps FC | 0                          | 0                          | 0                          |                            |                            |   |   |                        |                        |                        |                        |                        |  |  |          |          |          |
|  | V6                                  | San Jose Earthquakes            | 0                               | V2 | Seattle Sounders FC    | 0                          | 2                          | 2                          |                            |                            |   |   |                        |                        |                        |                        |                        |  |  |          |          |          |
|  |                                     |                                 |                                 | V2 | Seattle Sounders FC    | 0                          | 2                          | 2                          |                            |                            |   |   |                        |                        |                        |                        |                        |  |  |          |          |          |
|  | Conferința de Vest                  |                                 |                                 |    |                        |                            |                            |                            |                            |                            |   |   |                        |                        |                        |                        |                        |  |  |          |          |          |
|  | 26 octombrie – Houston, Texas       | 26 octombrie – Houston, Texas   | 26 octombrie – Houston, Texas   | V2 | Seattle Sounders FC    | 2                          | 3                          | 5                          |                            |                            |   |   |                        |                        |                        |                        |                        |  |  |          |          |          |
|  | 26 octombrie – Houston, Texas       | 26 octombrie – Houston, Texas   | 26 octombrie – Houston, Texas   | V2 | Seattle Sounders FC    | 2                          | 3                          | 5                          |                            |                            |   |   |                        |                        |                        |                        |                        |  |  |          |          |          |
|  | 26 octombrie – Houston, Texas       | 26 octombrie – Houston, Texas   | 26 octombrie – Houston, Texas   |    | V4                     | Houston Dynamo             | 0                          | 0                          | 0                          |                            |   |   |                        |                        |                        |                        |                        |  |  |          |          |          |
|  | 26 octombrie – Houston, Texas       | 26 octombrie – Houston, Texas   | 26 octombrie – Houston, Texas   |    | V4                     | Houston Dynamo             | 0                          | 0                          | 0                          |                            |   |   |                        |                        |                        |                        |                        |  |  |          |          |          |
|  | V4                                  | Houston Dynamo (prel.)          | 1                               |    |                        |                            |                            |                            |                            |                            |   |   |                        |                        |                        |                        |                        |  |  |          |          |          |
|  | V4                                  | Houston Dynamo (prel.)          | 1                               | V4 | Houston Dynamo         | 0                          | 2                          | 2                          |                            |                            |   |   |                        |                        |                        |                        |                        |  |  |          |          |          |
|  | V5                                  | Sporting Kansas City            | 0                               | V4 | Houston Dynamo         | 0                          | 2                          | 2                          |                            |                            |   |   |                        |                        |                        |                        |                        |  |  |          |          |          |
|  | V5                                  | Sporting Kansas City            | 0                               | V1 | Portland Timbers       | 0                          | 1                          | 1                          |                            |                            |   |   |                        |                        |                        |                        |                        |  |  |          |          |          |
|  |                                     |                                 |                                 | V1 | Portland Timbers       | 0                          | 1                          | 1                          |                            |                            |   |   |                        |                        |                        |                        |                        |  |  |          |          |          |

## Statistici
| Loc | Jucător                 | Club               | Goluri |
| --- | ----------------------- | ------------------ | ------ |
| 1   | Nemanja Nikolić         | Chicago Fire       | 24     |
| 2   | David Villa             | New York City FC   | 22     |
| 2   | Diego Valeri            | Portland Timbers   | 21     |
| 4   | Josef Martínez          | Atlanta United FC  | 19     |
| 5   | Ola Kamara              | Columbus Crew SC   | 18     |
| 6   | Ignacio Piatti          | Montreal Impact    | 17     |
| 6   | Bradley Wright-Phillips | New York Red Bulls | 17     |
| 8   | Sebastian Giovinco      | Toronto FC         | 16     |
| 8   | C. J. Sapong            | Philadelphia Union | 16     |
| 9   | Jozy Altidore           | Toronto FC         | 15     |

| Loc | Jucător             | Club                   | Pase |
| --- | ------------------- | ---------------------- | ---- |
| 1   | Sacha Kljestan      | New York Red Bulls     | 17   |
| 2   | Víctor Vázquez      | Toronto FC             | 16   |
| 3   | Lee Nguyen          | New England Revolution | 15   |
| 4   | Michael Barrios     | FC Dallas              | 14   |
| 4   | Miguel Almirón      | Atlanta United FC      | 14   |
| 4   | Federico Higuaín    | Columbus Crew SC       | 14   |
| 7   | Yamil Asad          | Atlanta United FC      | 13   |
| 7   | Albert Rusnák       | Real Salt Lake         | 13   |
| 9   | Nicolás Lodeiro     | Seattle Sounders FC    | 12   |
| 9   | Romain Alessandrini | LA Galaxy              | 12   |
| 9   | Haris Medunjanin    | Philadelphia Union     | 12   |

| Luna       | Jucător         | Echipa             | Statistici                | Detalii |
| ---------- | --------------- | ------------------ | ------------------------- | ------- |
| Martie     | Josef Martínez  | Atlanta United     | 5 goluri, 0 pase          | [ 4 ]   |
| Aprilie    | Joe Bendik      | Orlando City SC    | 2 meciuri fără gol primit | [ 5 ]   |
| Mai        | Nemanja Nikolić | Chicago Fire       | 6 goluri, 1 pasă de gol   | [ 6 ]   |
| Iunie      | David Villa     | New York City FC   | 3 goluri                  | [ 7 ]   |
| Iulie      | Daniel Royer    | New York Red Bulls | 6 goluri, 1 pasă de gol   | [ 8 ]   |
| August     | Ignacio Piatti  | Montreal Impact    | 7 goluri, 1 pasă de gol   | [ 9 ]   |
| Septembrie | Josef Martínez  | Atlanta United     | 9 goluri                  | [ 10 ]  |

| Etapa      | Jucător            | Echipă                 | Det.   |
| ---------- | ------------------ | ---------------------- | ------ |
| Et. 1      | Diego Valeri       | Portland Timbers       | [ 11 ] |
| Et. a 2-a  | Josef Martinez     | Minnesota United FC    | [ 12 ] |
| Et. a 3-a  | Maxi Urruti        | FC Dallas              | [ 13 ] |
| Et. a 4-a  | Juan Agudelo       | New England Revolution | [ 14 ] |
| Et. a 5-a  | Cubo Torres        | Houston Dynamo         | [ 15 ] |
| Et. a 6-a  | Albert Rusnak      | Real Salt Lake         | [ 16 ] |
| Et. a 7-a  | Nemanja Nikolic    | Chicago Fire           | [ 17 ] |
| Et. a 8-a  | Sebastian Giovinco | Toronto FC             | [ 18 ] |
| Et. a 9-a  | Jack Harrison      | New York City FC       | [ 19 ] |
| Et. a 10-a | CJ Sapong          | Philadelphia Union     | [ 20 ] |
| Et. a 11-a | Justin Meram       | Columbus Crew SC       | [ 21 ] |
| Et. a 12-a | Miguel Almiron     | Atlanta United FC      | [ 22 ] |
| Et. a 13-a | Miguel Almiron     | Atlanta United FC      | [ 23 ] |
| Et. a 14-a | Roland Lamah       | FC Dallas              | [ 24 ] |

| Etapa      | Jucător                                       | Echipă                                        | Det.                                          |
| ---------- | --------------------------------------------- | --------------------------------------------- | --------------------------------------------- |
| Et. 1      | Romell Quioto                                 | Houston Dynamo                                | [ 25 ]                                        |
| Et. a 2-a  | Miguel Almirón                                | Atlanta United FC                             | [ 26 ]                                        |
| Et. a 3-a  | Josef Martinez                                | Atlanta United FC                             | [ 27 ]                                        |
| Et. a 4-a  | Nu există golul săptămânii pentru etapa a 4-a | Nu există golul săptămânii pentru etapa a 4-a | Nu există golul săptămânii pentru etapa a 4-a |
| Et. a 5-a  | Diego Valeri                                  | Portland Timbers                              | [ 28 ]                                        |
| Et. a 6-a  | Nicolas Lodeiro                               | Seattle Sounders FC                           | [ 29 ]                                        |
| Et. a 7-a  | Anthony Jackson-Hamel                         | Montreal Impact                               | [ 30 ]                                        |
| Et. a 8-a  | Darlington Nagbe                              | Portland Timbers                              | [ 31 ]                                        |
| Et. a 9-a  | Andrew Jacobson                               | Vancouver Whitecaps                           | [ 32 ]                                        |
| Et. a 10-a | Alberth Elis                                  | Houston Dynamo                                | [ 33 ]                                        |
| Et. a 11-a | Shkelzen Gashi                                | Colorado Rapids                               | [ 34 ]                                        |
| Et. a 12-a | Miguel Almiron                                | Atlanta United FC                             | [ 35 ]                                        |
| Et. a 13-a | Hector Villalba                               | Atlanta United FC                             | [ 36 ]                                        |
| Et. a 14-a | Blerim Dzemaili                               | Montreal Impact                               | [ 37 ]                                        |

| Etapa | Jucător | Echipă | Det. |
| ----- | ------- | ------ | ---- |
| Et. 1 |         |        |      |

| Etapa      | Jucător            | Echipă                 | Det.   |
| ---------- | ------------------ | ---------------------- | ------ |
| Et. 1      | Diego Valeri       | Portland Timbers       | [ 11 ] |
| Et. a 2-a  | Josef Martinez     | Minnesota United FC    | [ 12 ] |
| Et. a 3-a  | Maxi Urruti        | FC Dallas              | [ 13 ] |
| Et. a 4-a  | Juan Agudelo       | New England Revolution | [ 14 ] |
| Et. a 5-a  | Cubo Torres        | Houston Dynamo         | [ 15 ] |
| Et. a 6-a  | Albert Rusnak      | Real Salt Lake         | [ 16 ] |
| Et. a 7-a  | Nemanja Nikolic    | Chicago Fire           | [ 17 ] |
| Et. a 8-a  | Sebastian Giovinco | Toronto FC             | [ 18 ] |
| Et. a 9-a  | Jack Harrison      | New York City FC       | [ 19 ] |
| Et. a 10-a | CJ Sapong          | Philadelphia Union     | [ 20 ] |
| Et. a 11-a | Justin Meram       | Columbus Crew SC       | [ 21 ] |
| Et. a 12-a | Miguel Almiron     | Atlanta United FC      | [ 22 ] |
| Et. a 13-a | Miguel Almiron     | Atlanta United FC      | [ 23 ] |
| Et. a 14-a | Roland Lamah       | FC Dallas              | [ 24 ] |

| Etapa      | Jucător                                       | Echipă                                        | Det.                                          |
| ---------- | --------------------------------------------- | --------------------------------------------- | --------------------------------------------- |
| Et. 1      | Romell Quioto                                 | Houston Dynamo                                | [ 25 ]                                        |
| Et. a 2-a  | Miguel Almirón                                | Atlanta United FC                             | [ 26 ]                                        |
| Et. a 3-a  | Josef Martinez                                | Atlanta United FC                             | [ 27 ]                                        |
| Et. a 4-a  | Nu există golul săptămânii pentru etapa a 4-a | Nu există golul săptămânii pentru etapa a 4-a | Nu există golul săptămânii pentru etapa a 4-a |
| Et. a 5-a  | Diego Valeri                                  | Portland Timbers                              | [ 28 ]                                        |
| Et. a 6-a  | Nicolas Lodeiro                               | Seattle Sounders FC                           | [ 29 ]                                        |
| Et. a 7-a  | Anthony Jackson-Hamel                         | Montreal Impact                               | [ 30 ]                                        |
| Et. a 8-a  | Darlington Nagbe                              | Portland Timbers                              | [ 31 ]                                        |
| Et. a 9-a  | Andrew Jacobson                               | Vancouver Whitecaps                           | [ 32 ]                                        |
| Et. a 10-a | Alberth Elis                                  | Houston Dynamo                                | [ 33 ]                                        |
| Et. a 11-a | Shkelzen Gashi                                | Colorado Rapids                               | [ 34 ]                                        |
| Et. a 12-a | Miguel Almiron                                | Atlanta United FC                             | [ 35 ]                                        |
| Et. a 13-a | Hector Villalba                               | Atlanta United FC                             | [ 36 ]                                        |
| Et. a 14-a | Blerim Dzemaili                               | Montreal Impact                               | [ 37 ]                                        |

| Etapa | Jucător | Echipă | Det. |
| ----- | ------- | ------ | ---- |
| Et. 1 |         |        |      |

| \| Echipa etapei \| Echipa etapei \| Echipa etapei \| Echipa etapei \| Echipa etapei \| \| Etapa \| Portar \| Fundași \| Mijlocași \| Atacanți \| \| ------------- \| --------------- \| ---------------------------------------------------------------- \| --------------------------------------------------------------------------- \| ---------------------------------------------- \| \| 1[38] \| Bendik (ORL) \| Sjöberg (COL) Spector (ORL) Jungwirth (SJ) Lima (SJ) \| Acosta (DAL) Valeri (POR) Godoy (SJ) \| Accam (CHI) Adi (POR) Quioto (HOU) \| \| 2[39] \| Howard (COL) \| Garza (ATL) Kappelhof (CHI) Hedges (DAL) \| Piatti (MON) McCarty (CHI) Godoy (SJ) Almirón (ATL) \| Torres (HOU) Martínez (ATL) Villa (NYC) \| \| 3[40] \| Steffen (CLB) \| Garza (ATL) Crognale (CLB) Spector (ORL) \| Valeri (POR) Bernier (MON) Guzmán (POR) Feilhaber (SKC) \| Urruti (DAL) Martínez (ATL) Larin (ORL) \| \| 4[41] \| Van Oekel (RSL) \| Tierney (NE) Long (NYR) Afful (CLB) \| Fagúndez (NE) Nguyen (NE) Higuaín (CLB) Artur (CLB) Blanco (POR) \| Agudelo (NE) Kamara (NE) \| \| 5[42] \| Hamid (DC) \| Farfan (POR) Delamea (NE) Svensson (SEA) \| Meram (CLB) Roldan (SEA) Laba (VAN) Schweinsteiger (CHI) \| Techera (VAN) Torres (HOU) Ramirez (MIN) \| \| 6[43] \| González (DAL) \| Boswell (DC) Opara (SKC) Delamea (NE) \| Alessandrini (LA) McCarty (CHI) Espinoza (SKC) Rusnák (RSL) Barrios (DAL) \| Movsisyan (RSL) Villalba (ATL) \| \| 7[44] \| Melia (SKC) \| Matarrita (NYC) Spector (ORL) Næss (CLB) Opara (SKC) \| Meram (CLB) Ilie (SKC) Johnson (ORL) \| Montero (VAN) Nikolić (CHI) Solignac (CHI) \| \| 8[45] \| Bendik (ORL) \| Long (NYR) Toia (ORL) Zavaleta (TOR) \| Almirón (ATL) Bradley (TOR) Gruezo (DAL) Lodeiro (SEA) \| Dempsey (SEA) Giovinco (TOR) Larin (ORL) \| \| 9[46] \| Hamid (DC) \| Edwards (TOR) Jungwirth (SJ) Zusi (SKC) \| Gerso (SKC) Jacobson (VAN) Acosta (DC) Harrison (NYC) \| Agudelo (NE) Altidore (TOR) Urruti (DAL) \| \| 10[47] \| Blake (PHI) \| Hedges (DAL) Jungwirth (SJ) Morrow (TOR) \| Alex (HOU) Higuain (CLB) Ibarra (MIN) Ring (NYC) \| Sapong (PHI) Wallace (NYC) Wondolowski (SJ) \| \| 11[48] \| Johnson (NYC) \| Onyewu (PHI) Van Damme (LA) Hairston (COL) \| Fagúndez (NE) Meram (CLB) Alex (HOU) Medunjanin (PHI) Accam (CHI) \| Ricketts (TOR) Nikolić (CHI) \| \| 12[49] \| Melia (SKC) \| Vincent (CHI) Bernárdez (SJ) Parker (VAN) \| Fagúndez (NE) Piatti (MON) Almirón (ATL) Medunjanin (PHI) Gerso (SKC) \| Villa (NYC) Nikolić (CHI) \| \| 13[50] \| Hamid (DC) \| Vincent (CHI) Calvo (MIN) Marshall (SEA) Ford (COL) \| Almirón (ATL) Vázquez (TOR) Sunny (RSL) João Pedro (LA) Alessandrini (LA) \| dos Santos (LA) \| \| 14[51] \| Bendik (ORL) \| Rowe (NE) Opara (SKC) Watson (VAN) Spector (ORL) \| Lamah (DAL) Higuaín (CLB) Alonso (SEA) Valeri (POR) Nguyen (NE) \| Urruti (DAL) \| \| 15[52] \| Gleeson (POR) \| Meira (CHI) Olum (POR) Abdul-Salaam (SKC) \| Asprilla (POR) Valeri (POR) Schweinsteiger (CHI) Accam (CHI) \| Adi (POR) Nikolić (CHI) Gerso (SKC) \| \| 16[53] \| Robles (NYR) \| Harvey (VAN) Figueroa (DAL) Opara (SKC) \| Plata (RSL) Alessandrini (LA) Bradley (TOR) Almirón (ATL) \| Piatti (MON) Villa (NYC) Wright-Phillips (NYR) \| \| 17[54] \| Blake (PHI) \| Sweat (NYC) Opara (SKC) Moor (TOR) Polster (CHI) \| Accam (CHI) Herrera (NYC) Higuaín (CLB) Bedoya (PHI) Hoesen (SJ) \| McBean (LA) \| \| 18[55] \| Howard (COL) \| Onyewu (PHI) Parkhurst (ATL) Polster (CHI) \| Johnson (ORL) Džemaili (MON) Ring (NYC) Hairston (COL) \| Nikolić (CHI) Villa (NYC) Badji (COL) \| \| 19[56] \| McCarthy (PHI) \| Hollingshead (DAL) Palmer-Brown (SKC) Nerwinski (VAN) \| Fagúndez (NE) Rusnák (RSL) Barrios (DAL) Savarino (RSL) \| Dempsey (SEA) Martínez (ATL) Giovinco (TOR) \| \| 20[57] \| Guzan (ATL) \| Acosta (RSL) Brillant (NYC) Crognale (CLB) \| Royer (NYR) Kljestan (NYR) Roldan (SEA) Alex (HOU) \| Plata (RSL) Colmán (DAL) Villa (NYC) \| \| 21[58] \| Cropper (NE) \| Toia (ORL) Moor (TOR) Parker (VAN) \| Royer (NYR) Valeri (POR) Bradley (TOR) Molino (MIN) \| O. Kamara (CLB) K. Kamara (NE) Giovinco (TOR) \| \| 22[59] \| McCarthy (PHI) \| Doody (CHI) Opare (DC) DeLaGarza (HOU) \| Lodeiro (SEA) Džemaili (MON) Ilsinho (PHI) Thompson (SJ) \| Villa (NYC) Sapong (PHI) Dempsey (SEA) \| \| 23[60] \| Johnson (NYC) \| Morrow (TOR) Marshall (SEA) Abubakar (CLB) Murillo (NYR) \| Piette (MON) Džemaili (MON) Beckerman (COL) Delgado (TOR) Elis (HOU) \| Villa (NYC) \| \| 24[61] \| Hamid (DC) \| Besler (SKC) Marshall (SEA) Zusi (SKC) \| Piatti (MON) Džemaili (MON) Delgado (TOR) Reyna (VAN) Valeri (POR) \| Lewis (NYC) Jackson-Hamel (MON) \| \| 25[62] \| Hamid (DC) \| Waston (VAN) Mensah (CLB) Glad (RSL) \| Vázquez (TOR) Valeri (POR) Canouse (DC) Rusnák (RSL) \| Danladi (MIN) Giovinco (TOR) Silva (RSL) \| \| 26[63] \| Robles (NYR) \| Long (NYR) Steres (LA) Polster (CHI) \| Kljestan (NYR) Nguyen (NE) Jones (LA) Ulloa (DAL) Alessandrini (LA) \| Kamara (NE) Zardes (LA) \| \| 27[64] \| Johnson (NYC) \| Beitashour (TOR) González Pírez (ATL) Moor (TOR) Nerwinski (VAN) \| Almirón (ATL) J. dos Santos (LA) Vázquez (TOR) Alessandrini (LA) \| Sapong (PHI) Altidore (TOR) \| \| 28[65] \| Blake (PHI) \| Vincent (CHI) Glad (RSL) Waston (VAN) \| Manneh (CLB) Rusnák (RSL) Vázquez (TOR) Bradley (TOR) Almirón (ATL) \| Dwyer (ORL) Martínez (ATL) \| \| 29[66] \| Rimando (RSL) \| Tierney (NE) Glad (RSL) Williams (CLB) \| Asad (ATL) Savarino (RSL) Valeri (POR) Nguyen (NE) Arriola (DC) \| Mullins (DC) Ramirez (MIN) \| \| 30[67] \| Blake (PHI) \| Morrow (TOR) Waston (VAN) Parkhurst (ATL) Adams (NYR) \| Meram (CLB) Yotún (ORL) Mihailovic (CHI) Elis (HOU) \| Nikolić (CHI) Altidore (TOR) \| \| 31[68] \| González (DAL) \| Lawrence (NYR) Kallman (MIN) Hedges (DAL) Adams (NYR) \| Molino (MIN) Aigner (COL) Ilie (SKC) Kljestan (HOU) Morales (DAL) \| Danladi (MIN) \| \| 32[69] \| Deric (HOU) \| Adams (NYR) Sjöberg (COL) Powell (POR) \| Blanco (POR) Fagúndez (NE) Larentowicz (ATL) Valeri (POR) Alessandrini (LA) \| Bruin (SEA) Nikolić (CHI) \| \| 33[70] \| Knighton (NE) \| Leonardo (HOU) Torres (SEA) Murillo (NYR) \| Picault (PHI) Ilsinho (PHI) Díaz (DAL) Lodeiro (SEA) Lamah (DAL) \| Wondolowski (SJ) Villa (NYC) \| - Primul gol al sezonului: - Cel mai rapid gol al sezonului: - Cel mai târziu gol al sezonului: - Primul cartonaș galben al sezonului: - Primul cartonaș roșu al sezonului: - Primul cartonaș roșu direct al sezonului: - Primul jucător suspendat pentru cumul de cartonașe galbene: 1. 2. 3. 4. 5. 6. 7. 8. 9. 10. 11. 12. 13. 14. 15. 16. 17. 18. 19. 20. 21. 22. 23. 24. 25. 26. 27. 28. 29. 30. 31. 32. 33. 34. 35. 36. 37. 38. 39. 40. 41. 42. 43. 44. 45. 46. 47. 48. 49. 50. 51. 52. 53. 54. 55. 56. 57. 58. 59. 60. 61. 62. 63. 64. 65. 66. 67. 68. 69. 70. - Site-ul oficial al Major League Soccer - Site-ul oficial al fotbalului Nord-american |                 |                                                                  |                                                                             |                                                |
| Echipa etapei |                 |                                                                  |                                                                             |                                                |
| Etapa | Portar          | Fundași                                                          | Mijlocași                                                                   | Atacanți                                       |
| 1 | Bendik (ORL)    | Sjöberg (COL) Spector (ORL) Jungwirth (SJ) Lima (SJ)             | Acosta (DAL) Valeri (POR) Godoy (SJ)                                        | Accam (CHI) Adi (POR) Quioto (HOU)             |
| 2 | Howard (COL)    | Garza (ATL) Kappelhof (CHI) Hedges (DAL)                         | Piatti (MON) McCarty (CHI) Godoy (SJ) Almirón (ATL)                         | Torres (HOU) Martínez (ATL) Villa (NYC)        |
| 3 | Steffen (CLB)   | Garza (ATL) Crognale (CLB) Spector (ORL)                         | Valeri (POR) Bernier (MON) Guzmán (POR) Feilhaber (SKC)                     | Urruti (DAL) Martínez (ATL) Larin (ORL)        |
| 4 | Van Oekel (RSL) | Tierney (NE) Long (NYR) Afful (CLB)                              | Fagúndez (NE) Nguyen (NE) Higuaín (CLB) Artur (CLB) Blanco (POR)            | Agudelo (NE) Kamara (NE)                       |
| 5 | Hamid (DC)      | Farfan (POR) Delamea (NE) Svensson (SEA)                         | Meram (CLB) Roldan (SEA) Laba (VAN) Schweinsteiger (CHI)                    | Techera (VAN) Torres (HOU) Ramirez (MIN)       |
| 6 | González (DAL)  | Boswell (DC) Opara (SKC) Delamea (NE)                            | Alessandrini (LA) McCarty (CHI) Espinoza (SKC) Rusnák (RSL) Barrios (DAL)   | Movsisyan (RSL) Villalba (ATL)                 |
| 7 | Melia (SKC)     | Matarrita (NYC) Spector (ORL) Næss (CLB) Opara (SKC)             | Meram (CLB) Ilie (SKC) Johnson (ORL)                                        | Montero (VAN) Nikolić (CHI) Solignac (CHI)     |
| 8 | Bendik (ORL)    | Long (NYR) Toia (ORL) Zavaleta (TOR)                             | Almirón (ATL) Bradley (TOR) Gruezo (DAL) Lodeiro (SEA)                      | Dempsey (SEA) Giovinco (TOR) Larin (ORL)       |
| 9 | Hamid (DC)      | Edwards (TOR) Jungwirth (SJ) Zusi (SKC)                          | Gerso (SKC) Jacobson (VAN) Acosta (DC) Harrison (NYC)                       | Agudelo (NE) Altidore (TOR) Urruti (DAL)       |
| 10 | Blake (PHI)     | Hedges (DAL) Jungwirth (SJ) Morrow (TOR)                         | Alex (HOU) Higuain (CLB) Ibarra (MIN) Ring (NYC)                            | Sapong (PHI) Wallace (NYC) Wondolowski (SJ)    |
| 11 | Johnson (NYC)   | Onyewu (PHI) Van Damme (LA) Hairston (COL)                       | Fagúndez (NE) Meram (CLB) Alex (HOU) Medunjanin (PHI) Accam (CHI)           | Ricketts (TOR) Nikolić (CHI)                   |
| 12 | Melia (SKC)     | Vincent (CHI) Bernárdez (SJ) Parker (VAN)                        | Fagúndez (NE) Piatti (MON) Almirón (ATL) Medunjanin (PHI) Gerso (SKC)       | Villa (NYC) Nikolić (CHI)                      |
| 13 | Hamid (DC)      | Vincent (CHI) Calvo (MIN) Marshall (SEA) Ford (COL)              | Almirón (ATL) Vázquez (TOR) Sunny (RSL) João Pedro (LA) Alessandrini (LA)   | dos Santos (LA)                                |
| 14 | Bendik (ORL)    | Rowe (NE) Opara (SKC) Watson (VAN) Spector (ORL)                 | Lamah (DAL) Higuaín (CLB) Alonso (SEA) Valeri (POR) Nguyen (NE)             | Urruti (DAL)                                   |
| 15 | Gleeson (POR)   | Meira (CHI) Olum (POR) Abdul-Salaam (SKC)                        | Asprilla (POR) Valeri (POR) Schweinsteiger (CHI) Accam (CHI)                | Adi (POR) Nikolić (CHI) Gerso (SKC)            |
| 16 | Robles (NYR)    | Harvey (VAN) Figueroa (DAL) Opara (SKC)                          | Plata (RSL) Alessandrini (LA) Bradley (TOR) Almirón (ATL)                   | Piatti (MON) Villa (NYC) Wright-Phillips (NYR) |
| 17 | Blake (PHI)     | Sweat (NYC) Opara (SKC) Moor (TOR) Polster (CHI)                 | Accam (CHI) Herrera (NYC) Higuaín (CLB) Bedoya (PHI) Hoesen (SJ)            | McBean (LA)                                    |
| 18 | Howard (COL)    | Onyewu (PHI) Parkhurst (ATL) Polster (CHI)                       | Johnson (ORL) Džemaili (MON) Ring (NYC) Hairston (COL)                      | Nikolić (CHI) Villa (NYC) Badji (COL)          |
| 19 | McCarthy (PHI)  | Hollingshead (DAL) Palmer-Brown (SKC) Nerwinski (VAN)            | Fagúndez (NE) Rusnák (RSL) Barrios (DAL) Savarino (RSL)                     | Dempsey (SEA) Martínez (ATL) Giovinco (TOR)    |
| 20 | Guzan (ATL)     | Acosta (RSL) Brillant (NYC) Crognale (CLB)                       | Royer (NYR) Kljestan (NYR) Roldan (SEA) Alex (HOU)                          | Plata (RSL) Colmán (DAL) Villa (NYC)           |
| 21 | Cropper (NE)    | Toia (ORL) Moor (TOR) Parker (VAN)                               | Royer (NYR) Valeri (POR) Bradley (TOR) Molino (MIN)                         | O. Kamara (CLB) K. Kamara (NE) Giovinco (TOR)  |
| 22 | McCarthy (PHI)  | Doody (CHI) Opare (DC) DeLaGarza (HOU)                           | Lodeiro (SEA) Džemaili (MON) Ilsinho (PHI) Thompson (SJ)                    | Villa (NYC) Sapong (PHI) Dempsey (SEA)         |
| 23 | Johnson (NYC)   | Morrow (TOR) Marshall (SEA) Abubakar (CLB) Murillo (NYR)         | Piette (MON) Džemaili (MON) Beckerman (COL) Delgado (TOR) Elis (HOU)        | Villa (NYC)                                    |
| 24 | Hamid (DC)      | Besler (SKC) Marshall (SEA) Zusi (SKC)                           | Piatti (MON) Džemaili (MON) Delgado (TOR) Reyna (VAN) Valeri (POR)          | Lewis (NYC) Jackson-Hamel (MON)                |
| 25 | Hamid (DC)      | Waston (VAN) Mensah (CLB) Glad (RSL)                             | Vázquez (TOR) Valeri (POR) Canouse (DC) Rusnák (RSL)                        | Danladi (MIN) Giovinco (TOR) Silva (RSL)       |
| 26 | Robles (NYR)    | Long (NYR) Steres (LA) Polster (CHI)                             | Kljestan (NYR) Nguyen (NE) Jones (LA) Ulloa (DAL) Alessandrini (LA)         | Kamara (NE) Zardes (LA)                        |
| 27 | Johnson (NYC)   | Beitashour (TOR) González Pírez (ATL) Moor (TOR) Nerwinski (VAN) | Almirón (ATL) J. dos Santos (LA) Vázquez (TOR) Alessandrini (LA)            | Sapong (PHI) Altidore (TOR)                    |
| 28 | Blake (PHI)     | Vincent (CHI) Glad (RSL) Waston (VAN)                            | Manneh (CLB) Rusnák (RSL) Vázquez (TOR) Bradley (TOR) Almirón (ATL)         | Dwyer (ORL) Martínez (ATL)                     |
| 29 | Rimando (RSL)   | Tierney (NE) Glad (RSL) Williams (CLB)                           | Asad (ATL) Savarino (RSL) Valeri (POR) Nguyen (NE) Arriola (DC)             | Mullins (DC) Ramirez (MIN)                     |
| 30 | Blake (PHI)     | Morrow (TOR) Waston (VAN) Parkhurst (ATL) Adams (NYR)            | Meram (CLB) Yotún (ORL) Mihailovic (CHI) Elis (HOU)                         | Nikolić (CHI) Altidore (TOR)                   |
| 31 | González (DAL)  | Lawrence (NYR) Kallman (MIN) Hedges (DAL) Adams (NYR)            | Molino (MIN) Aigner (COL) Ilie (SKC) Kljestan (HOU) Morales (DAL)           | Danladi (MIN)                                  |
| 32 | Deric (HOU)     | Adams (NYR) Sjöberg (COL) Powell (POR)                           | Blanco (POR) Fagúndez (NE) Larentowicz (ATL) Valeri (POR) Alessandrini (LA) | Bruin (SEA) Nikolić (CHI)                      |
| 33 | Knighton (NE)   | Leonardo (HOU) Torres (SEA) Murillo (NYR)                        | Picault (PHI) Ilsinho (PHI) Díaz (DAL) Lodeiro (SEA) Lamah (DAL)            | Wondolowski (SJ) Villa (NYC)                   |

| Echipa etapei | Echipa etapei   | Echipa etapei                                                    | Echipa etapei                                                               | Echipa etapei                                  |
| Etapa         | Portar          | Fundași                                                          | Mijlocași                                                                   | Atacanți                                       |
| ------------- | --------------- | ---------------------------------------------------------------- | --------------------------------------------------------------------------- | ---------------------------------------------- |
| 1             | Bendik (ORL)    | Sjöberg (COL) Spector (ORL) Jungwirth (SJ) Lima (SJ)             | Acosta (DAL) Valeri (POR) Godoy (SJ)                                        | Accam (CHI) Adi (POR) Quioto (HOU)             |
| 2             | Howard (COL)    | Garza (ATL) Kappelhof (CHI) Hedges (DAL)                         | Piatti (MON) McCarty (CHI) Godoy (SJ) Almirón (ATL)                         | Torres (HOU) Martínez (ATL) Villa (NYC)        |
| 3             | Steffen (CLB)   | Garza (ATL) Crognale (CLB) Spector (ORL)                         | Valeri (POR) Bernier (MON) Guzmán (POR) Feilhaber (SKC)                     | Urruti (DAL) Martínez (ATL) Larin (ORL)        |
| 4             | Van Oekel (RSL) | Tierney (NE) Long (NYR) Afful (CLB)                              | Fagúndez (NE) Nguyen (NE) Higuaín (CLB) Artur (CLB) Blanco (POR)            | Agudelo (NE) Kamara (NE)                       |
| 5             | Hamid (DC)      | Farfan (POR) Delamea (NE) Svensson (SEA)                         | Meram (CLB) Roldan (SEA) Laba (VAN) Schweinsteiger (CHI)                    | Techera (VAN) Torres (HOU) Ramirez (MIN)       |
| 6             | González (DAL)  | Boswell (DC) Opara (SKC) Delamea (NE)                            | Alessandrini (LA) McCarty (CHI) Espinoza (SKC) Rusnák (RSL) Barrios (DAL)   | Movsisyan (RSL) Villalba (ATL)                 |
| 7             | Melia (SKC)     | Matarrita (NYC) Spector (ORL) Næss (CLB) Opara (SKC)             | Meram (CLB) Ilie (SKC) Johnson (ORL)                                        | Montero (VAN) Nikolić (CHI) Solignac (CHI)     |
| 8             | Bendik (ORL)    | Long (NYR) Toia (ORL) Zavaleta (TOR)                             | Almirón (ATL) Bradley (TOR) Gruezo (DAL) Lodeiro (SEA)                      | Dempsey (SEA) Giovinco (TOR) Larin (ORL)       |
| 9             | Hamid (DC)      | Edwards (TOR) Jungwirth (SJ) Zusi (SKC)                          | Gerso (SKC) Jacobson (VAN) Acosta (DC) Harrison (NYC)                       | Agudelo (NE) Altidore (TOR) Urruti (DAL)       |
| 10            | Blake (PHI)     | Hedges (DAL) Jungwirth (SJ) Morrow (TOR)                         | Alex (HOU) Higuain (CLB) Ibarra (MIN) Ring (NYC)                            | Sapong (PHI) Wallace (NYC) Wondolowski (SJ)    |
| 11            | Johnson (NYC)   | Onyewu (PHI) Van Damme (LA) Hairston (COL)                       | Fagúndez (NE) Meram (CLB) Alex (HOU) Medunjanin (PHI) Accam (CHI)           | Ricketts (TOR) Nikolić (CHI)                   |
| 12            | Melia (SKC)     | Vincent (CHI) Bernárdez (SJ) Parker (VAN)                        | Fagúndez (NE) Piatti (MON) Almirón (ATL) Medunjanin (PHI) Gerso (SKC)       | Villa (NYC) Nikolić (CHI)                      |
| 13            | Hamid (DC)      | Vincent (CHI) Calvo (MIN) Marshall (SEA) Ford (COL)              | Almirón (ATL) Vázquez (TOR) Sunny (RSL) João Pedro (LA) Alessandrini (LA)   | dos Santos (LA)                                |
| 14            | Bendik (ORL)    | Rowe (NE) Opara (SKC) Watson (VAN) Spector (ORL)                 | Lamah (DAL) Higuaín (CLB) Alonso (SEA) Valeri (POR) Nguyen (NE)             | Urruti (DAL)                                   |
| 15            | Gleeson (POR)   | Meira (CHI) Olum (POR) Abdul-Salaam (SKC)                        | Asprilla (POR) Valeri (POR) Schweinsteiger (CHI) Accam (CHI)                | Adi (POR) Nikolić (CHI) Gerso (SKC)            |
| 16            | Robles (NYR)    | Harvey (VAN) Figueroa (DAL) Opara (SKC)                          | Plata (RSL) Alessandrini (LA) Bradley (TOR) Almirón (ATL)                   | Piatti (MON) Villa (NYC) Wright-Phillips (NYR) |
| 17            | Blake (PHI)     | Sweat (NYC) Opara (SKC) Moor (TOR) Polster (CHI)                 | Accam (CHI) Herrera (NYC) Higuaín (CLB) Bedoya (PHI) Hoesen (SJ)            | McBean (LA)                                    |
| 18            | Howard (COL)    | Onyewu (PHI) Parkhurst (ATL) Polster (CHI)                       | Johnson (ORL) Džemaili (MON) Ring (NYC) Hairston (COL)                      | Nikolić (CHI) Villa (NYC) Badji (COL)          |
| 19            | McCarthy (PHI)  | Hollingshead (DAL) Palmer-Brown (SKC) Nerwinski (VAN)            | Fagúndez (NE) Rusnák (RSL) Barrios (DAL) Savarino (RSL)                     | Dempsey (SEA) Martínez (ATL) Giovinco (TOR)    |
| 20            | Guzan (ATL)     | Acosta (RSL) Brillant (NYC) Crognale (CLB)                       | Royer (NYR) Kljestan (NYR) Roldan (SEA) Alex (HOU)                          | Plata (RSL) Colmán (DAL) Villa (NYC)           |
| 21            | Cropper (NE)    | Toia (ORL) Moor (TOR) Parker (VAN)                               | Royer (NYR) Valeri (POR) Bradley (TOR) Molino (MIN)                         | O. Kamara (CLB) K. Kamara (NE) Giovinco (TOR)  |
| 22            | McCarthy (PHI)  | Doody (CHI) Opare (DC) DeLaGarza (HOU)                           | Lodeiro (SEA) Džemaili (MON) Ilsinho (PHI) Thompson (SJ)                    | Villa (NYC) Sapong (PHI) Dempsey (SEA)         |
| 23            | Johnson (NYC)   | Morrow (TOR) Marshall (SEA) Abubakar (CLB) Murillo (NYR)         | Piette (MON) Džemaili (MON) Beckerman (COL) Delgado (TOR) Elis (HOU)        | Villa (NYC)                                    |
| 24            | Hamid (DC)      | Besler (SKC) Marshall (SEA) Zusi (SKC)                           | Piatti (MON) Džemaili (MON) Delgado (TOR) Reyna (VAN) Valeri (POR)          | Lewis (NYC) Jackson-Hamel (MON)                |
| 25            | Hamid (DC)      | Waston (VAN) Mensah (CLB) Glad (RSL)                             | Vázquez (TOR) Valeri (POR) Canouse (DC) Rusnák (RSL)                        | Danladi (MIN) Giovinco (TOR) Silva (RSL)       |
| 26            | Robles (NYR)    | Long (NYR) Steres (LA) Polster (CHI)                             | Kljestan (NYR) Nguyen (NE) Jones (LA) Ulloa (DAL) Alessandrini (LA)         | Kamara (NE) Zardes (LA)                        |
| 27            | Johnson (NYC)   | Beitashour (TOR) González Pírez (ATL) Moor (TOR) Nerwinski (VAN) | Almirón (ATL) J. dos Santos (LA) Vázquez (TOR) Alessandrini (LA)            | Sapong (PHI) Altidore (TOR)                    |
| 28            | Blake (PHI)     | Vincent (CHI) Glad (RSL) Waston (VAN)                            | Manneh (CLB) Rusnák (RSL) Vázquez (TOR) Bradley (TOR) Almirón (ATL)         | Dwyer (ORL) Martínez (ATL)                     |
| 29            | Rimando (RSL)   | Tierney (NE) Glad (RSL) Williams (CLB)                           | Asad (ATL) Savarino (RSL) Valeri (POR) Nguyen (NE) Arriola (DC)             | Mullins (DC) Ramirez (MIN)                     |
| 30            | Blake (PHI)     | Morrow (TOR) Waston (VAN) Parkhurst (ATL) Adams (NYR)            | Meram (CLB) Yotún (ORL) Mihailovic (CHI) Elis (HOU)                         | Nikolić (CHI) Altidore (TOR)                   |
| 31            | González (DAL)  | Lawrence (NYR) Kallman (MIN) Hedges (DAL) Adams (NYR)            | Molino (MIN) Aigner (COL) Ilie (SKC) Kljestan (HOU) Morales (DAL)           | Danladi (MIN)                                  |
| 32            | Deric (HOU)     | Adams (NYR) Sjöberg (COL) Powell (POR)                           | Blanco (POR) Fagúndez (NE) Larentowicz (ATL) Valeri (POR) Alessandrini (LA) | Bruin (SEA) Nikolić (CHI)                      |
| 33            | Knighton (NE)   | Leonardo (HOU) Torres (SEA) Murillo (NYR)                        | Picault (PHI) Ilsinho (PHI) Díaz (DAL) Lodeiro (SEA) Lamah (DAL)            | Wondolowski (SJ) Villa (NYC)                   |